# 聖胡安德洛斯莫羅斯

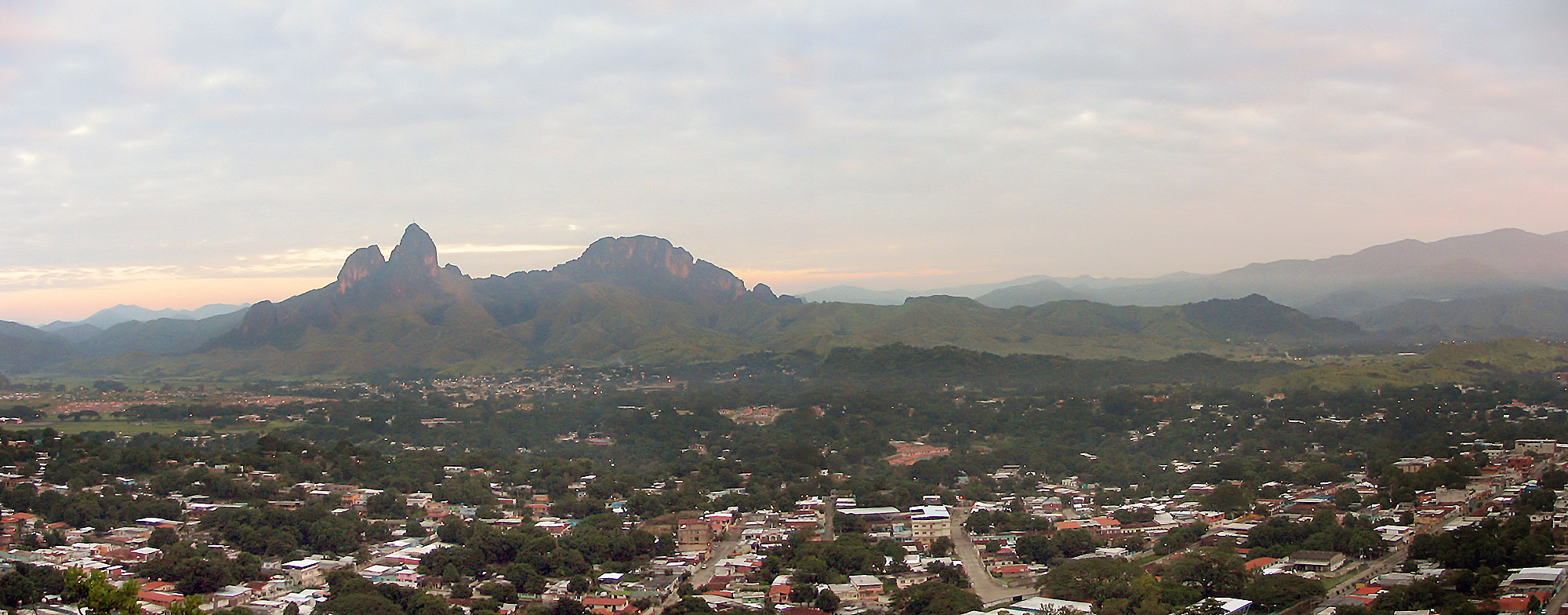

聖胡安德洛斯莫羅斯是委內瑞拉的城鎮，也是瓜里科州的首府，位於該國北部，始建於1780年5月26日，海拔高度428米，主要經濟活動有旅遊業、食品業和木材加工業，2001年人口103,706。

## 外部連結
- MSN Map - elevation = 542m[永久]